# Saint-Modeste
Saint-Modeste är en kommun i provinsen Québec i Kanada. Den ligger i regionen Bas-Saint-Laurent, i den östra delen av landet, 500 km nordost om huvudstaden Ottawa.